# 布朗斯 (阿拉巴馬州)
布朗斯（英語：Browns）是一個位於美國阿拉巴馬州達拉斯縣的非建制地區。該地的面積和人口皆未知。

## 地理
布朗斯的座標為32°26′12″N 87°21′58″W / 32.43666°N 87.36611°W，而該地最高點為海拔高度52米（即171英尺）。